# 水城淫羊藿
水城淫羊藿（学名：Epimedium shuichengense）为小檗科淫羊藿属下的一个种。

## 扩展阅读
- 維基物種上的相關：水城淫羊藿